# 科伊略科查湖
12°35′23″S 75°33′14″W / 12.58972°S 75.55389°W
科伊略科查湖（Coyllococha），是秘魯的湖泊，位於該國中部胡寧大區，處於萬卡約省的上瓊戈斯區，屬於曼塔羅河流域的一部分，長4.15公里、寬1.45公里，海拔高度4,683米。